# Blinkworthia
Blinkworthia är ett släkte av vindeväxter. Blinkworthia ingår i familjen vindeväxter.
Kladogram enligt Catalogue of Life:
| Blinkworthia | \| \| Blinkworthia convolvuloides \| \| \| \| \| \| Blinkworthia lycioides \| \| \| \| |
|              | \| \| Blinkworthia convolvuloides \| \| \| \| \| \| Blinkworthia lycioides \| \| \| \| |
|              | Blinkworthia convolvuloides                                                            |
|              |                                                                                        |
|              | Blinkworthia lycioides                                                                 |
|              |                                                                                        |